# 激素拮抗劑
激素拮抗劑（英語：Hormone antagonist）是一種特定類型的受體拮抗劑，可以分为雌激素拮抗劑与雄激素拮抗劑兩種，其作用於激素受體。這些藥物用於抗激素療法。